# Sanjay Ayre
Sanjay Ayre (Kingston, 19 juni 1980) is een Jamaicaanse voormalig sprinter, die was gespecialiseerd in de 400 m. Hij is het bekendst van het winnen van een bronzen medaille op de 4 x 400 m estafette van de Olympische Spelen 2000 en het WK 2005.

## Biografie
Sanjay Ayre begon zijn atletiekcarrière op de 200 m, maar schakelde al in zijn schooltijd over op de 400 meter. Zijn eerste grote internationale wedstrijd was het WK indoor 1999 in het Japanse Maebashi.
In 2005 won hij op het WK samen met Brandon Simpson, Lansford Spence en Davian Clarke een bronzen medaille op de 4 x 400 meter. Ayre hielp het Jaimaicaanse team in de finale op de Olympische Spelen van 2000 in Sydney In de finale liep hij echter niet mee en bestond het team uit Michael Blackwood, Gregory Haughton, Christopher Williams, Danny McFarlane
Op 25 juni 2007 won hij de 400 meter op de Jamaicaanse kampioenschappen in Kingston in 45,07. Op de Olympische Spelen van 2008 in Peking sneuvelde hij in de series met een tijd van 45,66. Op de 4 x 100 m estafette behaalde hij met zijn teamgenoten Michael Blackwood, Ricardo Chambers en Lanceford Spence in de finale een achtste plaats met 3.01,45. Na de diskwalificatie van het Russische viertal werd dit nadien nog bijgesteld naar een 7e plaats.
Ayre studeerde criminologie aan de Auburn University.

## Titels
- Jamaicaans kampioen 400 m - 2007
- Pan-Amerikaanse junioren kampioen 400 m - 1999
- NCAA kampioen regio Midden Oost 400 m - 2003

## Persoonlijke records
| Onderdeel | Prestatie | Datum             | Plaats   |
| --------- | --------- | ----------------- | -------- |
| 200 m     | 21,09 s   | 6 juli 2005       | Tel Aviv |
| 300 m     | 32,81 s   | 14 september 2000 | Sydney   |
| 400 m     | 44,92     | 22 juni 2002      | Kingston |

## Palmares

### 400 meter
- 1999:  Pan-Amerikaanse junioren kampioenschappen - 46,14 s
- 1999:  Carifta Games - 47,10 s
- 2006: DSQ series WK Indoor
- 2007: 8e Wereldatletiekfinale - 46,32 s
- 2007: DNF ½ finale WK
- 2008: 5e in de series OS - 45,66 s

### 4 x 400 m estafette
- 2000:  OS - Ayre liep mee in de series en de ½ finale
- 2003:  Pan-Amerikaanse Spelen 2003 - 3.01,81
- 2004:  WK Indoor - Ayre liep alleen in de series
- 2005:  WK  - 2.58,07
- 2006: DNF series WK Indoor
- 2006:  Centraal-Amerikaanse en Caraïbische Spelen - 3.01,78
- 2007: 4e WK  - 3.00,76
- 2008: 7e OS - 3.01,45
- 2010: DNF finale WK Indoor